# Penehupifo Pohamba
Penehupifo (Penny) Pohamba (sinh ngày 16 tháng 6 năm 1948) là một nhà giáo dục và chính khách Namibian, là Đệ nhất Phu nhân thứ hai của Namibia khi chồng bà, Hifikepunye Pohamba, là Tổng thống Namibia từ 2005 đến 2015.

## Tuổi thơ
Bà được sinh ra ở Okatale trong vùng Ohangwena, trong khu vực bầu cử của Oshikango gần biên giới với Angola. Pohamba theo học trường tiểu học và trung học tại Odibo với Jeremiah Nambinga và Joel Kaapanda. Bà là một giáo viên trung học tại Trường Giáo phận St George ở Windhoek.

## Sự nghiệp chính trị
Pohamba là thành viên của SWAPO. Năm 1976, bà rời Namibia qua Angola và tiến đến Zambia. Bà kết hôn với Malakias Shiluwa năm 1969, và họ có một con trai, Waldheim Shiluwa (sinh năm 1971). Sau một vài tháng ở Zambia, Pohamba được gửi đến Tanzania để đào tạo y khoa. Bà cũng được huấn luyện quân sự và làm việc trong các trại nơi những người tị nạn từ Namibia bị giam giữ. Sau đó bà được gửi đến Jamaica trong thời gian ba năm để học đỡ đẻ. Chồng của bà (Malakias) đã bị giết trong một vụ nổ mìn và vào thời điểm đó bà đã có con gái, Ndelitungapo Shiluwa (sinh năm 1973). Bà đã được gửi trở lại Angola để thực hành kỹ năng y tế của mình để hỗ trợ đồng bào của bà.
Vào tháng 8 năm 1981, Pohamba được gửi đến Đông Đức để học chính trị tại một trường đại học được thiết kế cho người Namibia. Năm 1983, bà trở về Angola, nơi bà kết hôn với Tổng thống tương lai Hifikepunye Pohamba, và họ sau đó có 3 đứa con, Tulongeni (nghĩa là "Cho phép làm việc") (sinh năm 1986), Kaupumhote (có nghĩa là "Trong thế giới này bạn sẽ không kết thúc những người xấu") (sinh năm 1988) và Ndapanda (có nghĩa là "Tôi rất biết ơn") (sinh năm 1991), đã được sinh ra ngay sau khi Namibia giành độc lập.